# 神戸市立星陵台中学校
神戸市立星陵台中学校（こうべしりつ せいりょうだいちゅうがっこう）は、兵庫県神戸市垂水区にある公立中学校。

## 特徴
- 小高い丘の上に校舎が存在しているため、明石海峡の風景を校舎内から眺めることができる。
- 校則はなく、生徒は、校訓である「モラルとマナー」を意識して生活している。

## 沿革
- 1991年4月 - 神戸市立歌敷山中学校・舞子中学校から分離、設立。

## 部活動

### 運動部
- サッカー部
- 陸上競技部
- 男子バスケットボール部
- 男子ソフトテニス部
- 女子卓球部
- 女子バレーボール部

### 文化部
- 吹奏楽部
- 美術部
- 生活科学部

## 校区
- 神戸市立東舞子小学校の校区の一部
- 神戸市立霞ヶ丘小学校の校区の一部
- 神戸市立舞子小学校の校区の一部
- 神戸市立西脇小学校の校区の一部
- 神戸市立千代が丘小学校の校区の一部
- 神戸市立西舞子小学校の校区の一部

## 生徒会
生徒会執行部
会長1名、副会長2名、書記2名、専門委員長5名の計10名からなる。会長、副会長は、12月に行われる生徒会選挙により選出される。
書記と専門委員長は、生徒会長からの指名により選出される。
任期は1年間。
主な活動として、あいさつ運動、学校行事の企画、募金活動等がある。
学級委員
評議、文化、体育、保健、整美、図書委員のことで、各学級男女1名ずつ、学期初めに委員が選出される。 毎月一回、学級委員会と専門委員会(評議員は学年評議会)が行われる。
中央委員
生徒会執行部と評議委員によって構成される委員で、学年、各委員の目標を共有する。
毎月一回、中央委員会がある。

## 教育努力目標
1. 健康と安全
2. 基礎学力と創意工夫
3. 自主自立と実践

## 主な行事

### 体育会
- 5月に行われる。競技はラジオ体操、学級対抗リレー、男女混合学級対抗リレー、リレーアラカルト、スウェーデンリレー、60メートル走、学年演技、保護者による綱引き、生徒会演技などである。総合優勝クラスにはトロフィーが、準優勝クラスには盾が贈呈され、その他にも競技ごとの表彰などがある。その他にも、行進での表彰もある。

### 文化祭
- 午前はステージの部となっており、学年ごとの合唱コンクール優勝、準優勝クラスが自由曲を合唱したり、3年生全員による課題曲の合唱や、職員合唱、生徒会ムービーや3年のクラス代表による主張大会、吹奏楽部の演奏などがある。
- 午後は展示の部となっており、各個人の努力の結晶や美術部、生活科学部の展示などがある。

## 制服
- 男子　
  - 冬服はブレザー、カッターシャツ、スラックス、ネクタイである。
  - 夏服は半袖シャツ、スラックスである。
  - 合服はカッターシャツ、スラックス、ネクタイである。
- 女子　
  - 冬服はブレザー、ブラウス、スカート、リボンである。
  - 夏服は半袖シャツ、スカートである。
  - 合服はブラウス、スカート、リボンである。
  - 2022年度から女子のスラックスが認められた。

## 出身者
- のはしたろう（プロレスラー）

## 交通アクセス
- 山陽垂水駅より山陽バス舞子墓園前下車東へ100m
- 学園都市駅より48系統または171系統のバスで星陵高校前下車西へ100m

## 通学区域が隣接している学校
- 神戸市立垂水中学校
- 神戸市立歌敷山中学校
- 神戸市立舞子中学校
- 神戸市立神陵台中学校
- 神戸市立本多聞中学校
- 神戸市立多聞東中学校